# 航天器墓地
航天器墓地（英語：Spacecraft cemetery），更正式的名称为“南太平洋无人居住区” ，它是新西兰东部的一个南太平洋区域，结束使命和退役的航天器通常受控脱离轨道并坠毁于此。该地区大致以大洋的難抵極为中心，是世界上距离陆地最远的一片海域，相距周边的復活節島、皮特凯恩群岛和南极洲的陆地都是最远点，约2,400（1,500英里）。选择此区域坠落退役航天器是因为它地处偏远且交通量有限，可以避免任何坠落残骸的碎片危及人类性命。  
已退役的和平号空间站和六个禮炮計劃的空间站坠落于此。中國曾發射的天宮一號，天宮二號空間實驗室以及天舟系列貨運飛船等飞行器也均在任務結束後墜毀于此。在该区域例行报废的其他航天器还有国际空间站各种貨運飞船，包括俄罗斯的進步號太空船 、日本的HTV货运飞船和欧洲空间局的自動運載飛船(缩写为:ATV)。  从1971年到2016年期间，共有超过263架航天器坠毁于这片海域。

## 污染
有研究批评这种清理轨道的方法对海洋存在问题且构成了不受控制的污染。